# Hörden am Harz
Hörden am Harz település Németországban, azon belül Alsó-Szászország tartományban. Lakosainak száma 931 fő (2023. december 31.).

## Népesség
A település népességének változása:
| Lakosok száma | 993  | 981  | 965  | 927  | 927  | 931  |
|               | 2016 | 2017 | 2019 | 2021 | 2022 | 2023 |